# Андраш Палді
Андраш Палді (угор. Páldi András) — угорський дипломат та громадський діяч. Перший Надзвичайний і Повноважний Посол Угорщини в Україні (1992).

## Біографія
У 1986—1992 роках працював на посаді Генерального консула Угорщини в Києві.
З 13 березня 1992 по 13 листопада 1992 року — Надзвичайний і Повноважний Посол Угорщини в Україні.
Розбираючи архівні матеріали МЗС Угорщини повоєнного періоду, випадково натрапив на конверт з дипломатичною документацією Надзвичайної Місії УНР в Угорщині. Андраш Палді передав ці папери в українське посольство в Угорщині.
На сьогодні очолює Товариство «Угорщина — Україна»

## Автор
- Андраш Палді «Все далі від Москви»

## Нагороди
- Орден «За заслуги» III ступеня (08.2011)[4]
- Відзнака Президента України — ювілейна медаль «25 років незалежності України» (22 серпня 2016) — за вагомий особистий внесок у зміцнення міжнародного авторитету Української держави, популяризацію її історичної спадщини і сучасних надбань та з нагоди 25-ї річниці незалежності України[5]